# Liberale Volkspartij Roermond
Liberale Volkspartij Roermond (LVR) is een Nederlandse lokale politieke partij in de gemeente Roermond.
Bij de gemeenteraadsverkiezingen van 2014 haalde de LVR 10 zetels in de gemeenteraad. Vier jaar later verloor de LVR één zetel, maar bleef de grootste partij. De LVR maakte tot en met 2022 deel uit van de oppositie. Voor de periode 2022-2026 zit de LVR in de coalitie met GroenLinks, PvdA en VVD.

## Reden oprichting
In september 2013 werd Jos van Rey op de voorlopige kandidatenlijst gezet voor de VVD voor de gemeenteraadsverkiezingen in 2014. Dit ontlokte minister-president Mark Rutte op 13 september 2013 tijdens zijn wekelijkse persconferentie de uitspraak dat hij tegen de kandidaatstelling is van eenieder die door het OM verdacht wordt van corruptie. Als gevolg hiervan begon Van Rey met zeven van de elf VVD-raadsleden en vijftien van de 25 op de VVD-groslijst een eigen lokale partij; de LVR. Lijsttrekker werd Dré Peters - sinds 1982 actief als raadslid - met Van Rey als lijstduwer. De LVR kreeg bij de gemeenteraadsverkiezingen van 19 maart 2014 10 van de 31 zetels en Van Rey werd met voorkeursstemmen (hij stond laatste op de lijst, op nummer 34) in de raad gekozen.